# Euploea leochares
Euploea leochares är en fjärilsart som beskrevs av Hans Fruhstorfer 1910. Euploea leochares ingår i släktet Euploea och familjen praktfjärilar. Inga underarter finns listade i Catalogue of Life.